# Rebelles (film, 2001)
Pour les articles homonymes, voir Rebelles.
Pour plus de détails, voir Fiche technique et Distribution.
Rebelles (Lost and Delirious) est un drame psychologique canadien de Léa Pool sorti en 2001, tiré du roman The Wives of Bath (en) de Susan Swan (en).
Il s'agit du premier film réalisé par Léa Pool en anglais.

## Synopsis
Trois jeunes filles d'un pensionnat partagent la même chambre. Deux d'entre elles, Pauline et Victoria, vivent une histoire d'amour, mais lorsque la sœur de Victoria les surprend ensemble, Victoria rompt brutalement et sort avec un garçon, de peur que ses parents très conservateurs ne l'apprennent.
Pauline, désespérée, va tout tenter pour récupérer sa bien-aimée, malgré les regards et les moqueries qu'elle subit chaque jour, jusqu'à en devenir folle.

## Fiche technique
Source : IMDb et Films du Québec
- Titre : Rebelles (en  France et au  Québec)
- Titre original : Lost and Delirious
- Réalisation : Léa Pool
- Scénario : Judith Thompson, d'après le roman The Wives of Bath (en) de Susan Swan (en).
- Musique : Yves Chamberland
- Direction artistique : Serge Bureau
- Costumes : Aline Gilmore
- Maquillage : Diane Simard
- Coiffure : Réjean Goderre
- Photographie : Pierre Gill
- Son : Gilles Corbeil, Yvon Benoît, Claude Beaugrand, Hans Peter Strobl
- Montage : Gaëtan Huot
- Production : Lorraine Richard, Greg Dummett, Louis-Philippe Rochon
- Société de production : Cité-Amérique, Dummett Films
- Sociétés de distribution : Les Films Séville, Lionsgate Films
- Pays de production :  Canada
- Tournage : 25 mai au 9 juillet 2000 à l'Université Bishop's de Lennoxville (Sherbrooke)
- Langue originale : Anglais
- Format : couleur — 35 mm — 1,85:1 — son Dolby SR
- Genre : drame psychologique
- Durée : 103 minutes
- Dates de sortie :
  - États-Unis : 21 janvier 2001 (première à la 17e édition du Festival du film de Sundance)[2]
  - Canada : 20 juillet 2001 (sortie en salle au Québec)
  - Canada : 12 septembre 2003 (DVD)
- Classification :
  - Québec : 13 ans et plus[3]

## Distribution
- Piper Perabo (VQ : Christine Bellier) : Pauline « Paulie » Oster
- Jessica Paré (VQ : Camille Cyr-Desmarais) : Victoria « Tori » Moller
- Mischa Barton (VQ : Catherine Bonneau) : Mary « P'tite souris » Bradford
- Jackie Burroughs (en) (VQ : Béatrice Picard) : Faye Vaughn, directrice
- Mimi Kuzyk (VQ : Patricia Tulasne) : Eleanor Bannet, enseignante
- Graham Greene (VQ : Vincent Davy) : Joseph Menzies, le jardinier
- Emily VanCamp : Allison « Allie » Moller, sœur de Tori
- Amy Stewart : Cordelia
- Caroline Dhavernas (VQ : Émilie Durand) : Kara
- Luke Kirby (VQ : Martin Watier) : Jake Hollander
- Alan Fawcett : Bruce Moller, père de Tori et Allie
- Peter Oldring (VQ : Hugolin Chevrette) : Phil
- Grace Lynn Kung : Lauren
- Huy Phong Doan : entraîneur d'escrime
- Catherine Florent : adversaire d'escrime de Paulie
- Meaghan Rath : une amie d'Allison

 Source et légende : version québécoise (VQ) sur Doublage.qc.ca

## Récompenses
- Prix du Public du Festival du film de Stockholm en 2001.
- Prix Jutra du film s'étant le plus illustré hors Québec en 2002 (ex aequo avec Maelström).

## Musique
Quelques pièces musicales qui sont intégrées à la mise en scène : 
- Beautiful de Me'Shell Ndegéocello
- Add It Up de Violent Femmes
- You Had Time d'Ani DiFranco